# مک‌کالی (ویرجینیای غربی)
مک‌کالی (به انگلیسی: McCauley) یک منطقهٔ مسکونی در ایالات متحده آمریکا است که در شهرستان هاردی، ویرجینیای غربی واقع شده‌است. مک‌کالی ۳۸۱٫۹۲ متر بالاتر از سطح دریا واقع شده‌است.